# Lisa Brix Pedersen
Lisa Brix Pedersen (født 16. august 1996) er en dansk diskoskaster. Hun er femdobbelt vinder af DM i atletik og mesterskabsrekordholder i diskos.